# 北京地下鉄SFM04型電車
北京地下鉄SFM04/04A型電車（ペキンちかてつSFM04/04Aがたでんしゃ）は、北京地下鉄1号線で運転されている電車。

## 概要
SFM04型電車は、四方機車車輌で20編成（120両）生産され、2007年9月から営業運転を開始した。
SFM04A型電車は、北京地鉄車輛廠で19編成（114両）生産され、2011年10月から営業運転を開始した。

## 編成
両端の先頭車が制御車、中間車3両が電動車、1両が付随車からなる、MT比3M3Tの6両編成である。
|                     | ○ SFM04 ／ ※ SFM04A← 四恵東苹果園 →          |                                                                       |         |                                                                       |                                                                       |                                              |
| 号車                | 1                                            | 2                                                                     | 3       | 4                                                                     | 5                                                                     | 6                                            |
| 集電靴              |                                              | ○                                                                     |         | ○                                                                     | ○                                                                     |                                              |
| 形式                | SFM04Tc                                      | SFM04M0                                                               | SFM04T0 | SFM04M1                                                               | SFM04M2                                                               | SFM04Tc                                      |
| ユニット            | 1                                            | 1                                                                     | 2       | 2                                                                     | 3                                                                     | 3                                            |
| 主要機器 （更新後） | 東洋電機製造元設計 RG4046-A-M IGBT - SIV (L) | 東洋電機製造元設計 ○ RG698-A-M ※ RG698-B-M IGBT - VVVF (L) 1C2M × 2群 | -       | 東洋電機製造元設計 ○ RG698-A-M ※ RG698-B-M IGBT - VVVF (L) 1C2M × 2群 | 東洋電機製造元設計 ○ RG698-A-M ※ RG698-B-M IGBT - VVVF (L) 1C2M × 2群 | 東洋電機製造元設計 RG4046-A-M IGBT - SIV (R) |
| 主要機器 （更新後） | 東洋電機製造元設計 RG4046-A-M IGBT - SIV (L) | CP (R)                                                                |         |                                                                       | CP (L)                                                                | 東洋電機製造元設計 RG4046-A-M IGBT - SIV (R) |
| 車両重量            | 226人                                        | 244人                                                                 | 244人   | 244人                                                                 | 244人                                                                 | 226人                                        |
| 定員                | 290人                                        | 310人                                                                 | 310人   | 310人                                                                 | 310人                                                                 | 290人                                        |